# Saints Row 2
『Saints Row 2』（セインツ・ロウ2）はTHQから2008年10月に発売されたアクションゲーム。2006年に発売された『Saints Row』（セインツ・ロウ）の続編。対応機種はXbox 360とプレイステーション3、Windows、Linux。日本語版は2008年12月4日に発売されたが、プレイステーション3版では一部の表現やゲームモードが削除されるなど、Xbox 360版と相違がみられる。DLCは、日本語版はXbox 360版のみの配信となっている。
2010年6月10日、ベスト版である『Saints Row2 THQ コレクション』が発売された。
基本システムは前作『Saints Row』を踏襲し、アクティビティーなどをこなしてリスペクトを貯め、ミッションに挑戦してストーリーを進めていく。ストーリーの内容は、前作ではストリートギャングの一構成員として組織の拡大に努めたのに対し、今作は主人公自身がボスとして組織を率い、敵のギャング団と街の支配権を争う内容となっている。
アクティビティーもよりユニークなものが増え、自由度やバカゲー要素が増加しているが、ストーリー自体は前作同様にシリアスで、敵味方共に全編を通して過激な暴力に訴える前作以上に血腥い戦いとなっている。
主人公は前作同様にアバターだが、無口だった前作から一転して今作からは明確なキャラクター性が与えられ、更に女性も選択可能になった。

## ストーリー
舞台は一作目と同じくアメリカの架空の都市スティルウォーター。前作のエンディング、市長のヨット爆破から2年後。ギャング団サードストリートセインツに所属し、敵ギャングを次々と壊滅させた主人公、通称・プレイヤはヨットの爆発の中を生き延びていたものの、その時の大怪我で昏睡状態に陥っていた。2年の時を経て刑務所の病室のベッドで目覚めると、かつて兄がセインツの一員だったというカルロスが接触してくる。彼の手引きで脱獄したプレイヤは、かつてスティルウォーターを支配するまで強大であったサードストリートセインツが弱体化し解散に追い込まれている状況を知る。また、以前は服飾ブランドに過ぎなかったアルター社が今や巨大企業に急成長しており、前作でヒューズが目論んでいたセインツロウ地区の再開発が現実のものとなってしまっていた。かつてのセインツの栄光は見る影もなく、更にローニン、ブラザーフッド、サンズ・オブ・サムディという新たな3つのギャング組織の台頭によって街はその姿を変えていたのだった。プレイヤは自らがサードストリートセインツを率いる「ボス」となり、再び街を支配するべく立ち上がる。
ボスはまずはかつての相棒ジョニーを裁判所から助け出し、新拠点も確保する。ジョニーが推薦したピアースとショーンディ、そして脱獄を手助けしてくれたカルロスを新幹部に迎え、更に多くの新メンバーを加えて新生サードストリートセインツを旗揚げする。ボスの行動は一構成員だった頃よりも遥かに過激であり、新生セインツは勢いのまま敵対ギャングを一切の情け容赦無く叩き潰していく。一方、敵側も手段を選ばず、ブラザーフッドとの戦いではカルロスが、ローニンとの戦いではジョニーの恋人であるアイーシャが命を落とし、ジョニーも重傷を負って入院するなど、血みどろの戦いが繰り広げられていく。
血で血を洗う抗争の果て、遂にセインツは敵対ギャング全てを壊滅させ、街の支配権を取り戻した。一方、アルター社のCEOであるデイン・ヴォーゲルは次なる開発計画のため、ギャングの抗争を利用して地価を下げさせ、土地を安く買い占めた後、ギャングを一掃させる計画を企てていた。そしてギャング組織がセインツだけになると、特殊部隊マサコチームを嗾けてセインツ壊滅に乗り出す。しかしセインツはこれを返り討ちにし、特殊部隊の死体から秘密施設「ピラミッド」の存在を知って殴り込みをかけ、アルター社に大打撃を与える。役員に責を問われたデインはセインツに情報を流し、彼らを始末させた。それによって会長に就任したデインは公の場で再開発を宣言するもセインツに襲撃され、アルター社本社ビルへと逃げ込む。ボスはヘリでビルの最上階に乗り込み、命乞いをするデインを容赦なく射殺。仲間の操縦するヘリで脱出したボスは、改めてスティルウォーターを「俺達の街」と呼ぶ。

### ストーリー（DLC）
アルター社の秘密を暴け
ピラミッドに勤務していた元科学者のテラ・パトリックがセインツを訪れた。彼女はアルター社が非道な人体実験をしていることを知り、真実を暴露するためにセインツに協力を求めたのだ。ボスはアルター社を潰すために手を貸すことにする。
ボスとテラは人体実験の犠牲者の遺体や、実験に使われた薬品をテレビ局に届けるがいずれも揉み消されてしまう。そこにジェーン・ヴォルデラマが内部告発のインタビューを放送することを提案する。阻止のために襲撃してきたマサコチームを撃退しつつインタビューが始まるが、結果としてテラが人体実験の首謀者に仕立て上げられてしまう。
ジェーンは「どうせ真実を話しても揉み消される」と忠告し、テラは別の方法での復讐を決意するのだった。
社内紛争
デインの死後、アルター社の新CEOに就任したエリック・グリフォンだが、セキュリティのトップであるデックスと対立し、マサコチームに命を狙われていた。彼はデックスの情報と引き換えにセインツに助けを求める。どうやらエリックはデインの一連の所業とは無関係だったらしく、デックスへの復讐のためにボスはそれを承諾する。
ボスはエリックを護衛し、更にエリック寄りの警備員と協力してデックスの核廃棄物を闇市場に流す計画を阻止する。しかし、計画を潰されたデックスは飛行機で逃亡してしまい、怒り心頭のボスはデックスに関係する者達を狙ってアルター社の祭りに乗り込む。UFOや海賊、忍者などが入り乱れる混沌とした祭りの中、ボスはターゲットを狙撃していき、襲ってきたマサコチームも撃退する。それによってボスはひとまず満足し、エリックにデックスの逃げた先を突き止めると語り、アルター社に関してはセインツに手を出さない限り何をしようと構わないと告げる。
やがてセインツとアルター社はビジネスパートナーの関係を築き、セインツのあり方も大きく変わっていくことになるが、それはまた別の話である。

## スティルウォーター
ストーリーの舞台となるアメリカ合衆国の架空都市。モデルはアメリカの中西部に位置するミシガン州の都市であるシカゴとデトロイトである。
マップは二つの島に分割されていて、それぞれフリーウェイで繋がっている。
市内はダウン・タウンの他に住宅街、スラム街、工業地帯など地域によってその姿は千差万別である。
また今作では前作の街並みに加えて、カジノを有する観光地、刑務所と古い屋敷からなる孤島、原子力発電所とその関係施設のみで占められた半人工島、大学を中心とした学園都市、トレーラーパークや墓地なども存在する。また、一部の地域は前作と同名称、同位置でも全く異なった状態になっている（例として、フリーウェイのルートの変更や、武器店などの施設の位置、空港の拡大など）。特に、本作の名称にもあるセインツロウ地区は、現在では後述するアルター社の企業城下町として再開発をされており、前作の原形をとどめているものは、かろうじて地区名と同名の教会が文化財として保存されているのみとなっている。

### エリア
- チャイナタウン

華僑や華人が居住する区域で比較的大規模である。中華レストラン、ジュエリー・ショップなどが所在する。
- セインツロウ地区

ビジネス街で高層ビルが多数建っている。エリア内にはアルター社の本社ビル、同社の関連企業のビルが多数所在し、主人公のコンドミニアムもある。かつて主人公たちサードストリートセインツのメンバーが拠点にしていたセインツロウ教会を除くと、その姿は完全に異なっている。 教会は観光スポットになっており、ジュリアスの音声によるガイドが聴ける。
- ダウンタウン

マップ北側にあるビジネス街。高層ビルが連立し裁判所が所在する。
- レッドライト・ディストリクト

和訳すると“赤線地区”。その名の通り売春宿やSEXショップなどが軒を連ねるエリアである。三つのうち二つの組織が入り乱れており、ほかの地区に比べて他組織同士の抗争が見られやすい場所でもある。
刑務所を脱獄した主人公が、新たに自らの組織を立ち上げることになる場所でもある。
- オールド・スティルウォーター

レッドライト・ディストリクト内のビルにある廃墟になった礼拝堂から地下に潜っていくと、かつてのスティルウォーターの街並みが広がっている（ただし、前作には登場していない場所である）。このうち、礼拝堂から直接入ることのできる建造物の中が、サードストリートセインツの新たな本拠地となる。
- サバーブ・エキスパンション

スティルウォーター北西郊外の閑静な住宅街。前作で死亡扱いとなり表舞台から消えたアイーシャが隠遁生活を送っている。

### 施設
- Forgive and Forget

ドライブスルー式の懺悔室。マップ内に数箇所所在する。指名手配時に駆け込み$100（×星の数）を支払うと、罪が一瞬にして消える。
- Kanto

大型の日本料理店。ローニンのメンバーとの決闘の際に行くことになる店。店内は純和風で寿司を食べられる。店内には船や中国語の簡体字で書かれた（禧、恭贺新禧、禧）文字がある。外観はロサンゼルスにあるMiyagi'sがモデルで、内装は『キル・ビル』に登場する日本料理店「青葉屋」がモデル。
- Tohoku Tower

ローニンの本拠地でもある日本風ホテル。ローニンのアジトを襲撃する際に行く。内部は和風な作りで木が多用されている。
- Wardill Air Port

マップの南に位置する大規模な24時間オープンの空港。前作に比べ規模が格段に上がっている。国内線・国際線が発着している模様で、空港内にあるインフォメーションボードには、東京、ニューヨーク行きなどの便が表示されている。また、店舗が数箇所あり、その内2店はプレイヤーが物件として購入可能。また、格納庫も買うことができ、ビジネスジェット機が保管できる。
滑走路周辺には、ジャンボジェット機、セスナ、ヘリコプターなどが駐機されている。
- Stillwater University

広大な敷地を持つ大学。学生会館にはShopがある。
- Round Square Shopping Center

街の北島の中心に位置する広大な地下ショッピングモール。サンズオブサムディとの最終決戦の舞台となる。
- 原子力発電所

空港の西に所在する島にある。ミッションで訪れる場所でもある。敷地内の警備は厳重で、監視塔が設置され、アルター社の警備員が頻繁に巡回している。サーチライトに見つかると手配度1が付く。ヘリで冷却塔の煙突内に入ろうとするとヘリが謎の爆発を起こしてしまう。
- Stillwater Police Department

セインツロウ地区の近くにある市警本部。ミッションで二度訪れることになる。庁舎内にはいつでも入ることが可能。本部には、市警本部長室、プレス・ルーム、会議室、ヘリポートなどがある。警察官が多数勤務している。
- 裁判所

ジョニーの公判が開かれた場所。こちらもいつでも中に入ることができる。
- 刑務所

監獄島にある中規模の刑務所。主人公が拘束された場所でもあり、このゲームの始まりの場所である。ストーリー前半のミッションで再び行くことになる。主人公の自宅の内の1つがこの島にある。周辺は警察官が多数巡回している。
モデルはサンフランシスコに所在するアルカトラズ刑務所。
- Friendly Fire

スティルウォーターに4ヵ所ある銃砲店。銃や弾薬が買える他、投擲武器も販売されている。
- Brass Knuckle

スティルウォーターに存在する武器店。近接武器を扱っている。
- ショップ

高級紳士服店、カジュアルウエアなどの衣料品店からファーストフード店、酒屋、自動車/バイクディーラー、整備工場などの店舗が市内の至る所に散らばっていてプレイヤーは買い物が可能。
- 美容外科

市内に2ヶ所ある医療機関。来院する度に$500支払えば主人公の顔、性別、スタイルなど全てを整形することが可能。

### 交通機関
- タクシー - 各地域に移動する際に利用可能。ただし、スティールウォーターでは流しの車は客を乗せないので、電話で呼ぶ必要がある。またタクシー会社は3社が存在する。
- 高架鉄道 - 前作と違いプレイヤーは利用不可。

## システム
大まかなシステムは前作と同様である。
カスタマイズ
ゲーム開始直後に主人公の性別・人種・顔・体格の設定が可能。後に有料で性別の変更などの全ての整形ができる。衣服は街に散在しているショップで購入できる。
DLC（日本語版はXbox 360のみ）によりヘアスタイルや洋服などが追加される。
住居
市内の数箇所所在する住宅が購入可能。買った後は主人公の自宅となり、家具、テレビなどを有料でカスタマイズできる。
ガレージも完備され車両の保管もできる他、一部住宅にはヘリポートが設置されていてヘリコプターも保存可能。
物件
市内には自動車販売店、ファーストフード店、ジュエリーショップなどが多数ある。
主人公は一部物件が買取可能で、以降は1日の売上金の一部の最低$200が自宅にある金庫に入金される。
ミッション
各組織からのミッションを受けるためには、リスペクトを取得しなければならない。
アクティビティをこなす、敵ギャングを倒す、車や戦闘で様々なアクションを決めるなどにより、画面に表示されるリスペクト・メーターが蓄積され、一本貯まるとミッションを一回分受けられるようになる。
なお、本編ミッションの他に、ストーリー上重要なボーナスミッションが用意されているのだが、その起点となるイベントは日本語版ではローカライズされていない。かつては公式サイトにそのイベントの日本語訳が書かれていたが、現在は閉鎖されている。
また、DLC（日本語版はXbox 360のみ）により新たなミッションが追加される。
拠点
敵対組織の拠点を制圧する事で自分達の縄張りが増える。拠点ミッションの開始にも、リスペクトメーターを消費する。
悪評度
敵対ギャング・グループと警察の2種類があり、それぞれのメンバーや警官、アルター警備員の殺害、原子力発電所や刑務所の立入り制限地域に侵入すると上がっていく。
表示はミニマップ外側に表示される。星の数が多いほど主人公を襲ってくる者が多くなる。警察側の最高レベルだとSWAT、攻撃ヘリコプター、頑丈なSUVに乗ったFBIエージェント（またはアルター警備）が登場する。
警察は悪評度が1の段階だと、催涙スプレーやスタンガンで主人公を無力化しようとし、主人公がダウンすると稀に手錠を掛けて逮捕することがある。
アクティビティー
リスペクトと現金を得られるサブ・ミッション以外にリスペクトのみ取得できるものがある。
主な例としては、テレビカメラの前で偽警官になって犯罪者を排除する「治安密着24時」や、バキュームカーで汚物をまき散らす「正義の汚水」などがある。
また、今回はアクティビティーよりも小規模なイベント・デバージョンが登場しており、前作の「強盗」や「タグペイント」などはデバージョンに分類されている。

## 登場する組織
サードストリートセインツ(3rd Street Saints)を除いた4つの敵組織を潰していくことで物語は進んでいく。また、アルターコーポレーションを除く敵組織のミッション進行具合により、その組織に対応した性格（敬意、挑発のモーション）や格闘スタイルに変更することができる（整形外科でいつでも変更可能）。
サードストリートセインツ(3rd Street Saints)
主人公がリーダーを務めるグループ。前作でスティルウォーターを支配したがメンバーの脱退や逮捕などで自然消滅してしまった。
前作のラストで奇跡的に生き残った主人公が目覚めた事で再びスティルウォーターを支配するべく復活を果たす。チームカラーは紫。
ブラザーフッド(The Brotherhood)
武器の密売をしているグループ。チームリーダーはマエロ。主にスティルウォーターの南地域を支配している。
メンバーは男女問わずトライバル系の髪形をしていて、体に大型のタトゥーをしているのが特徴。使用車輌はSUV系などといったパワー重視の車をよく使用している。チームカラーは赤。
ローニン(The Ronin)
ショーゴ・アクジ率いるヤクザ集団。主な収入源はカジノ運営だが、違法データ販売もしている。スティルウォーターの北地域を支配しており、Tohoku Towerというホテルを拠点にしている。チームカラーは黄色。
ショーゴ、カズオ親子およびジュンイチは日本人だが、声優が日本人ではないためカタコトの日本語を話す。
常に日本刀を装備しており、バイクやスポーツカーといった機動性に長けた乗り物を使う。
サンズ・オブ・サムディ(The Sons of Samedi)
ハイチ系のギャング集団で、チーム名はブードゥー教において死神として信仰される「サムディ男爵」に由来する。ロア・ダストという上質な麻薬を売り、大学近辺を支配している。チームカラーは緑。
メンバーの大半は黒人だが、白人もいる。60 - 70年代のアメリカ車をローライダーに改造して使用しているのが特徴。
アルターコーポレーション(Ultor Corporation)
キャッチコピーは「A brighter future, and a better life.（明るい未来、そしてよい生活）」。
前作の時点ではアパレル企業にすぎなかったが、今作ではスティルウォーター市の再開発を担当する巨大優良企業に成長している。しかし裏ではギャングの抗争を利用して地価の操作を図り、更なる再開発事業の促進を目論んでいる。
私設警備組織と特殊部隊を保有し、セインツロウ地区には巨大な本社ビルが存在する。市内には同社の看板が多数建っており、関連企業が多数存在し、ラジオ局までも経営している。
デインの死後はデックス派とエリック派の社内紛争が勃発するが、セインツの助力でエリック派が勝利を収め、デックスは逃走する。数年後には「セインツ・アルター・メディア・グループ」としてセインツのビジネスパートナーとなる。
初出はレッドファクションシリーズであり、未来には火星の入植を行うようになるものの、暴政のため追い出されることになる。

## 登場人物

### サード・ストリート・セインツ
ボス(The Boss)
声（男性） - チャールズ・ショーネシー、ケン・マイケル、アレックス・メンドーザ
声（女性） - ケイティ・セミネ、G. K. ボウズ、レベッカ・サナブリア
本作の主人公で、新生サード・ストリート・セインツのリーダー。名前や性別、人種はプレイヤーが選択できるので固定されていない。前作主人公のプレイヤと同一人物だが、男性で固定だった前作と異なり、今作からは女性も選択可能。前作ではアバターのような存在でほとんど喋らなかったが、本作では饒舌で能動的な行動が多く、前作とは対照的にキャラクター付けが強く為されている。顔のカスタマイズと同様に声も6通り（男女各3パターン。黒人、ヒスパニック、英国アクセントの白人）から選ぶことができ、選択した声に応じて口調や性格、会話内容が若干変化する。ただし、カットシーンにおいては字幕や振る舞いが固定となっており、どの声や性別を選択しても下記のような性格で描かれる。
前作のラスト、市長のヨット爆破に巻き込まれるが、奇跡的に生還していた。しかし2年間の昏睡状態から目覚めた後スティルウォーターに舞い戻った彼（彼女）はかつて栄華を誇ったセインツが解散し今は見る影もなくなってしまったことを知り、かつての相棒と新たな仲間とともにこの地を再びセインツの手で支配することを決意する。
受動的で命令に忠実だった前作と違って明確に意思表示するようになったが、その性格は犯罪組織のボスらしく冷酷かつ残忍な上に唯我独尊。敵対する組織のメンバーには一切の容赦がなく、涼しい顔で平然と狂気じみた残虐行為に出る事も多い。時には一般人をも躊躇いなく盾にしたり、かつて裏切られたとはいえセインツの元リーダーで命の恩人でもあるジュリアスを簡単に撃ち殺すほどで、後発作にて仲間からも当時の狂人ぶりが回顧されるほど。その一方で、カルロスなど殺された部下の仇は必ず討つという義理堅い面も併せ持ち、ギャットが銃撃され病院に搬送された際に不謹慎な発言をしたピアーズを「それでも仲間か」と一喝したり、カルロスが成果を出せず言い訳をした際にも制裁や見限るような真似はせず諭すなど、内輪の人間はしっかりと庇護している。
ラジオから特定の曲（声に応じて違う）が流れると一緒に歌い出すが、後述のピアースに勝るとも劣らない音痴である。しかしピアースとは互いの音楽センスを言い争っている。
前作のデフォルトの容姿は金髪の白人だったが、今作のパッケージやロード画面などではスキンヘッドで髭を生やし、両腕にタトゥーを入れた黒人男性という全く異なる風貌で描かれる。カスタマイズのデフォルトも黒人男性となっている。
ジョニー・ギャット(Johnny Gat)
声 - ダニエル・デイ・キム
前作に引き続き登場する、ボスの相棒。前作の後、トロイ殺害を目論んで逮捕されていたが、ストーリー序盤で裁判所での公判中にボスに助けられる。
様々な罪状がある模様（300件近くの殺人事件。時効を迎えているものを含めなければ250件程、と本人談）。
前作同様喋る前に銃を撃つぐらいの過激な性格。序盤のミッションで裁判所を襲撃したボスの手で公判中に脱走、現在は恋人であるアイーシャの家に隠れている。
ローニンと戦いでアイーシャを殺され、自身も腹部を刺される重傷を負ってしばらく戦線離脱する。そのため、ピアースやショーンディに比べると出番は少ない。
カルロス・メンドーザ(Carlos Mendoza)
声 - ジョー・カマレノ
ボスの最初の仲間。ストーリー序盤でボスと共に刑務所から脱獄する。
彼の兄もセインツの構成員だったが、ボスは覚えていなかった。
脱獄の件からボスの信頼を受け、メンバー集めの際に推薦されて新生セインツに加入する。しかし担当であるブラザーフッドへの攻撃の指揮では目立った成果が出せず、やがてタトゥーの顔料に放射性廃棄物を混ぜられたマエロからの意趣返しとして誘拐され、車に括りつけられたままスティルウォーター内を走り回られる。
ボスが駆けつけた時には既に致命傷を負っており、必死に助けようとするボスの努力も虚しくただ死に際の苦痛を増すだけだった為、最期はボスに拳銃で介錯される。
表面上重用されているシーンはそれほど見られないものの、その死にボスは激怒していた為、仲間意識は十二分に持たれていたようである。『Saints Row IV』ではピアースからも「いい奴だった」と語られている。
ショーンディ(Shaundi)
声 - エリザ・ドゥシュク
化粧の濃い、ドラッグ愛好家の白人系の女性。ボスに勧誘されてセインツに加入する。ヒッピースタイルで奔放な性格。
サンズ・オブ・サムディへの攻撃指揮や情報収集を担当するが、他のギャングへの攻撃にも首を突っ込んでは手柄を立てていく。
かつてスティルウォーター大学の学生だったこともある。交友が広く、いたるところに「元カレ」がいる。
ドラッグにかなり詳しくサムディの主戦力であるドラッグもすぐに種類を判別したほど。
ピアース・ワシントン(Pierce Washington)
声 - アレフ・S・キンチェン
黒人系の青年。ボスに勧誘されてセインツに加入する。
ローニンへの攻撃を中心に作戦立案や情報収集に活躍するが、おいしいところは全部ジョニーやショーンディに持っていかれる。活動の割に組織内での扱いも悪く、度々「ひねくれてんぜ」と口にする。
ストーリー中盤で彼の歌声を聴くことができるが、ひどい音痴（本人はNe-Yoを意識しているらしい）。
アイーシャ(Aisha)
声 - サイ・スミス
前作で死亡を偽装し、現在は死んだことになっているサード・ストリート・セインツ出身の歌姫。ジョニーとは恋仲。
「死んだ人間なのにやたらと新曲を出す」と、スティルウォーターの住人からも冗談交じりに訝しがられている。
ストーリー前半で、自宅をローニンに襲撃される。大人しくしていれば安全は保障すると言われていたが、帰宅したジョニーとボスに叫んで危険を知らせた為、ジュンイチに斬首される。
『Saints Row: The Third』のDLCでジョニーのクローンを誘き出す為にクローンのアイーシャが造られた。また、『Saints Row IV』ではジョニーをシミュレーションに捕らえる為のトラウマとして利用されるなど、その死はジョニーの心に大きな影を落としている。
『Saints Row: Gat out of Hell』では場合によっては意外な形でジョニーと再会を果たす事になる。
ジュリアス・リトル(Julius Little)
声 - キース・デイヴィッド
サード・ストリート・セインツの元リーダー。今回はエクストラ・ミッションのみ登場する。セインツから抜け今ではサードストリートの観光案内人の椅子に収まっている。
実は前作のヨット爆破の実行犯。前作終盤にてトロイからセインツの解散を持ちかけられ、恩赦を条件にメンバーの説得を依頼されていたが、武闘派のプレイヤやジョニーは和平に合意しないだろうと切り捨てを決意し、騙し討ちする形でプレイヤを船ごと爆破した（この行動に関しては後にトロイからも責め立てられている。）。しかし、プレイヤはしぶとく生きており憎悪の対象になっている。
デックスにはめられボス（プレイヤ）と一時的に共闘するも、所詮は敵の敵でしかなく最期はボスに撃ち殺される。
『Saints Row IV』では本編やロイヤリティミッションには登場しないものの、ジョニーのクエストをこなす過程でシミュレーター上で再現され、倒すと仲間になる。

### ブラザーフッド
マエロ(Maero)
声 - マイケル・ドーン
ブラザーフッドのリーダーで、全身に刺青を入れたネイティブ・アメリカンの大男。冷酷、直情径行、傲慢。
セインツに領土を折半する交渉を持ちかけるがボスに断られたために抗争へと発展していった（もっとも、吹っかけレートでの交渉なのでほとんど宣戦布告に等しいものではあった）。
抗争開始直後、セインツによってタトゥーの顔料に放射性廃棄物を混ぜられ、顔に痛ましい痕を付けられてしまう。最終的に領土を全てセインツに取られ、マットは手をステージの花火細工で焼かれギタリスト引退（最終的に殺害される）、恋人のジェシカは（ボスの差し金による間接的とはいえ）自らの手で殺してしまい、何もかもを失う。怒りに任せてデインを脅迫し、警察に働き掛けさせることで収監されていたメンバーを強引に釈放させるも、それすらセインツに全滅させられる。
抗争終盤、アジトをセインツに襲撃され、ボスと揉み合いになった末に窮地に陥るもマットの犠牲によって逃走。その後はボスをアリーナへ誘い込み最後に残った手下と共に攻撃を仕掛けるが、仲間を全滅させられ自身も重傷を負い、最期はボスにピストルで頭を撃ち抜かれる。
『Saints Row IV』ではピアースのロイヤリティミッションにて、バーチャル上の存在として再現される。倒すと仲間になる。
ジェシカ(Jessica)
声 - ジェイミー・プレスリー
リーダーの恋人。怒りで暴走するマエロを唯一止められる人物。ドニーに車を修理させている。
マエロの顔に傷を付けられた意趣返しとして、カルロスを車に括り付けて市内を引き回すことを指示し、彼の命を奪う。しかしその制裁として、銀行に来たところをボスらに誘拐されトランクに詰め込まれる。そのままマエロが出場するモンスタートラック障害物レースの障害物の一つとして車を止められ、恋人の車に押しつぶされて圧死した。このミッションではジェシカを拘束して拉致するが、日本語プレイステーション3版ではヒューマンシールドが使えなくなっているため、誘拐にも拘らず同行者として車に付いて来させる形になっている。
続編『Saints Row: The Third』でもとあるキャラクターの台詞の中で登場する。
マット(Matt)
声 - アンソニー・プルチーニ
ロックバンド「フィード・ドッグス」のギタリスト兼、リーダー付きの彫師。
本人いわく、ギャング行為には加担していないらしい（実際、マエロたちも彼を巻き込まないように配慮している）。故に容赦なく他ギャングの構成員を始末してきたボスから情けをかけられ、命だけは助けられる（しかしそれでも「ギタリストの命」である手を花火細工で派手に焼かれている）。
だが後にマエロを逃がすためにボスを押さえつけ、レンガの塊で側頭部を強打され死亡（ゲームイベント中に死亡した描写はないが、自宅で確認できる新聞には死亡したと書かれている）。
ドニー(Donny)
声 - アンドリュー・キシノ
自動車整備士。前作ではウェストライド・ローラーズの一員だった。前作登場したリンの死を悲しんで花を手向けている。
相変わらずヘタレで銃で脅されると言いなりになるしかなくブラザーフッドへの破壊工作に協力させられる。本人はメカニックなのでブラザーフッドへの忠誠心は全くない。最終決戦直前でマエロと共に逃走するも、決戦では登場しないため本作では生死不明のまま終わるが、一応、『Saints Row IV』のDLCミッションに登場する為、生存している模様ではある。
没になった『Saints Row: The Third』のDLCでは再登場し、シミュレーターに閉じ込められたボスを導師のように導く重要キャラになる予定だったらしい。しかしそれを元に作られた『IV』本編では技術者枠のキャラが既に二人もいたため登場出来ず（作中での弁）、没シナリオを扱ったDLC『エンター・ザ・ドミナトリックス』のみの登場となった。
ちなみに声優のアンドリュー・キシノはDJ Kishとして今作、The Third、IVでラジオ局の95.4 KRhyme FMのDJを担当している。

### ローニン
ショーゴ・アクジ(Shogo Akuji)
声 - ユーリ・ローエンタール
ローニンの表向きのリーダー。空気の読めない、度量の小さい男な為、人望は非常に薄い。
父親であるカズオから認められる為に、セインツを倒そうとするがその度に計画は失敗に終わり、挙句に腹心の部下であったジュンイチを失う事となる。最期はアイーシャの葬儀にまで殴り込みをかけるもあえなく敗退。
「後日なら幾らでも受けてたつ」と葬儀の場で刃傷沙汰を起こしたくないジョニーに静かに諭されるも、攻撃を強行したため彼の逆鱗に触れてしまう。
そして生け捕りにされた後、生きたまま棺桶に入れられ生き埋めにされてしまった。
『Saints Row: The Third』のDLCミッション、「クローンの災難」では彼の名前のみ発言される。
『Saints Row: Gat out of Hell』のエピローグによると、地獄に落ちた後はシェークスピアに「ショーゴ・アクジの生き埋め・発掘・再埋葬」なる演劇をやらされているらしい。
ジュンイチ(Jyunichi)
声 - ブライアン・ティー
ショーゴの側近。奇怪な日本語を操るスキンヘッドの大男。
カズオには恩があるために従っているが、ショーゴにはあまり忠誠心は無い。父に認められたいというショーゴの暴走により情報をリークされ、寿司屋を舞台にボスと日本刀同士で戦うも戦死。同行していた手下たちも全滅した。
『Saints Row IV』ではシミュレーションとして再現される形で再登場。奇怪な日本語も健在。
『Saints Row: Gat out of Hell』のエピローグでは、黒髭のアン女王の復讐号に乗っている様子が描かれている。
カズオ・アクジ(Kazuo Akuji)
声 - スティーヴン・ブルーム
ローニンの実質的なボス。ショーゴの父で、日本の暴力団を組織する人物。
ショーゴよりもジュンイチを認めており、劇中でもジュンイチが死んだ際には深く傷心していたものの、ショーゴの死にはあまり関心を向けていなかった。
前作に登場したウォンとは浅からぬ因縁がある模様。信頼していたジュンイチに続き、仮にも組織の跡継ぎであったショーゴまでもが殺されたのをきっかけに、ついに自ら出向く決意をする。
セインツとウォンに追い詰められた結果、中華船に逃げた末にボスと日本刀による一騎打ちを挑む。最終的にボスの刀を弾き落とすも、あっさり銃を抜いたボスに撃たれ、更に致命傷にならない程度に船の床に日本刀で縫い付けられ、身動きができぬまま船に積まれていた花火類の引火による大爆発に巻き込まれ焼死した。

### サンズ・オム・サムディ
ジェネラル(General)
声 - グレッグ・イーグルス
紳士的な態度と服装が印象的な、サンズ・オブ・サムディのリーダー。熱心なブードゥー教の信者でもある。
本名は不詳でアメリカへ来る前は、ハイチ軍の将軍だった。
「Do Not」、「Sir」など、常に丁寧語を使用し、部下たちには「Gentleman」と呼びかける。移動には、特注の大型6輪式リムジンを使用している。
領地と信頼できる右腕を全て失った後は装甲リムジンで逃避行を続けていたが、一箇所にとどまらない癖を見抜かれて監視カメラで自慢の特注6輪装甲リムジンを探し当てられる。モール内に逃げ込み、追撃してきたボスを機銃付ブルドックで迎え撃つも、敗北して死亡した。
ミスター・サンシャイン(Mr.Sunshine)
声 - フィル・ラマール
ブードゥの秘術を使う初老の男性でジェネラルの友人であり側近でもある。
残酷な性格で、組織のためなら殺しも平然とやる。CDショップにて「全員外に出ろ」という命令をヘッドホンを付けて聞こえなかった客を容赦なく殺害したほど。周囲にも威圧的な態度をとるが、リーダーには丁寧な対応をし、失態の報いとして片耳を切り落とされる罰も甘んじて受け入れていた。
支配下の精肉工場でボスを葬ろうとするも返り討ちに遭い射殺される。しかしブードゥの秘術か何発銃弾を受けても立ち上がるので自身が持っていた山刀で首を切り落とされ、精肉のコンベアに投げ込まれた（なお、このシーンは日本語版Xbox 360版とプレイステーション3版ではカットされている）。
ベテラン・チャイルド(Veteran Child)
声 - ニール・パトリック・ハリス
サムディのドラッグ部門を統括する男。本業はDJ。
昔、ショーンディと付き合っていた。ショーンディに自分たちのドラッグ製造所などについて口を滑らせた落とし前をつけさせられる羽目になった際に、彼女を人質にとって有利にことを運ぼうとするなど性格は小物で、呆気無くボスに撃ち殺される。
『Saints Row IV』ではショーンディのトラウマとしてシミュレーションにて再現された上に何人も登場し、ベテラン・チャイルズとして襲いかかって来る。
『Saints Row: Gat out of Hell』のエピローグではジュンイチと同じくアン女王の復讐号に乗っている。

### アルター社
デイン・ヴォーゲル(Dane Vogel)
声 - ジェイ・モーア
アルター社のCEO。目的達成のためなら手段を選ばない人物。巨大企業を牽引するだけの才能と社交性は備えているものの悪党としては小物。彼が行動する際には同社の警備員がガードしている。
市の再開発の為にギャング抗争を利用して地価を操作し、更にはギャング同士を潰し合わせて一掃する事を目論む。終盤、スティルウォーターのギャングチームがセインツのみになるや否や、特殊部隊マサコチームを嗾けてセインツ壊滅に乗り出すも返り討ちに遭い、役員達に責を問われると今度はセインツに情報を流して役員達を始末させる。それによってアルター社の会長に就任するも、最終ミッションにおいてボスに襲撃され、最後は本社最上階にある自室で射殺されて窓から転落する。本作のラストボスに相当するが、当人の戦闘能力はほぼ無い。
移動時はアルター社のロゴ入りのハマー (自動車)の装甲リムジンを使用。
『Saints Row: Gat out of Hell』にも登場。死して尚、その野心は衰える事を知らず、地獄に落ちて早々にアルター社の地獄支社を設立した。ある目論みからジョニーの協力者となり、共にアルター連合を組織する。エピローグによるとジョニーとの共闘で自身も大分変化したらしく、キキ・デウィンターがウィリアム・シャープに攫われた際は自ら命懸けで救出し、その後すぐにキキと結婚したと言う。本作では日本語の字幕では「デイン」と表記されるが、『Saints Row IV』と『Gat out of Hell』では「デーン」と表記されている。
トロイ・ブラッドショー(Troy Bradshaw)
声 - マイケル・ラパポート
スティルウォーター市警本部長。前作ではサード・ストリート・セインツの元幹部として活動していたが、実際は潜入捜査官であり、前作で積極的に攻勢に参加しなかったのはその身分のためであった（但し、メタ的な観点では、トロイが担当予定の警察が製作途中にて攻撃対象から外された事が理由である）。
前作の事件後市警本部長に昇任した彼は今やスティルウォーター警察の本部長の座に収まっているが、ボスに弱みを握られているらしくある条件を満たすと電話で戦力として呼び出すことが可能。潜入するうちにセインツのメンバーに仲間意識が芽生えていたらしく、昏睡状態のボスに延命処置を施したり、逮捕されたジョニーを他の警官から守っていた模様。前作のヨット爆破事件も、元々は仲間を逮捕することを躊躇ったトロイがジュリアスに交渉を持ちかけたことが発端であった。
アルター社やデインに対して快く思っていないが、アルター社の言いなりとして活動させられているのが現状である。
『Saints Row: Gat out of Hell』では地獄の罪人となっており、アクティビティー「拷問のペテン」にてジョニーに刑期を減らされる。
デックス(Dex)
声 - JAQ
前作におけるサード・ストリート・セインツの幹部だったが、アルター社から警備主任のオファーを受け入れギャングから引退する。
だが、後に起きた、社内の権力争いに破れ、スティール・ウォーターから逃亡する。
今回はDLCのアルター社ミッション「社内紛争」のみ登場する。
ギャット曰く「裏切り者」で、『Saints Row: Gat out of Hell』では地獄に落ちた彼を何度も始末するデバージョンが存在する。エピローグによると、その後も多くの人々に痛めつけられ続けたと言う。
エリック・グリフォン(Eric Gryphon)
DLCのアルター社ミッション「社内紛争」に登場するアルター社のプロジェクト担当役員。
デイン亡き後に同社の新しいCEOに就任したが社内で起きた権力争いに巻き込まれてしまい、デックスに命を狙われボスに助けを求めた。
続編には直接は登場しないがセインツ・アルター・メディア・グループの特別企画部長を務めており、ラジオでインタビューを受けている他、主人公を男性ボイス2にした場合にとあるミッションで「後でグリフォンに電話する」と言及される。

### その他
モニカ・ヒューズ(Monica Hughes)
声 - タシア・バレンシア
夫は前作で爆死したスティール・ウォーター市市長。アクティビティーの「正義の汚水」をボスに依頼する。
続編にも登場。アメリカ合衆国上院議員となっており、外見も別人のように変わっている。
リー(Legal Lee)
前作にも登場した黒人の弁護士。ストーリー序盤で、ジョニーの弁護を担当している。
条件を満たすと、ボスの仲間になり電話で呼び出すことが可能。
続編では台詞のみで登場しており、セインツとの関係が続いていることがわかる。
ジェーン・ヴァルデラマ(Jane Valderamma)
声 - ローリ・ヘンドラー
ニュースレポーター。特ダネのためなら手段を選ばない。条件を満たすと、ボスの仲間になり電話で呼び出すことが可能。
トビアス(Tobias)
声 - ブランドン・キーナー
パイロットのライセンスを持つ男。前作では「デリバリー」の依頼人だった。条件を満たすと、ボスの仲間になり電話で呼び出すことが可能。
『Saints Row: Gat out of Hell』では地球破壊後に地獄に落ち、天国に行ったローラと引き離された事と、リーが彼らを再会させようと動いている事が語られている。
ローラ(Lola)
トビアスの妻。一介の主婦ながらドラッグの製造・解析・販売までこなす。前作でも「デリバリー」の依頼人として登場。
ミスター・ウォン(Mr. Wong)
前作でも登場したチャイナタウンの長。英語があまり話せないのでいつも通訳の中国人男性と一緒に行動している。
テラ・パトリック(Tera Patrick)
声 - テラ・パトリック
DLC「アルター社の秘密を暴け」に登場するアルター社の女性科学者。 条件を満たすと仲間になり電話で呼び出すことができる。
アルター社の秘密研究施設「ピラミッド」で働いていたが、アルター社が非道な人体実験をしている事を知り、真実を公にするべくセインツに協力を求める。
モデルはテラ・パトリック本人で声も彼女が担当している。
ゾンビ(Zombie)
前作のリンと同じく隠しキャラクター。条件を満たし、特定の番号へ電話することで呼び出せる。霊柩車に乗ってやってくる。
その正体はブラザーフッドとの戦いで命を落としたカルロスがゾンビ化したもの。見た目はかなり不気味で、脳天にはボスに介錯された際の風穴が空いている。但し、前作のリンと違って千切れた腕を武器にする事はなく、普通に素手で戦う。

## サウンドトラック
ロック、HIPHOP、クラシック音楽などを流すラジオ局がある。車・ヘリコプター・ボート・一部の自宅で視聴可能。なお、ゲーム中で流れるラジオ局はオプションで特定の局のみ流す事が可能。
【周波数:局名:主なジャンル】
- 89.0：Generation X(GenX)：ポップ･パンク オルタナティブ･ロック

ベテラン･チャイルドがDJを務めるラジオ局。
- 89.0：ULTOR FM：ポップ･パンク オルタナティブ･ロック

特定ミッションクリアでGenXから名称変更される。 その名前の通りアルター社が提供しているラジオ局。 ジャンルはGenXと同じ。
- 95.4：KRhyme FM：ヒップホップ/ラップ
- 97.6：K12 FM：エレクトロニカ

ローニンのメンバーがよく聞いているラジオ局。
- 98.4：FUNK FM：ファンク
- 99.0：THE UNDERGROUND：インディー・ロック
- 102.4：KLASSIC FM：クラシック

ピアースが運転するミッションではこの局に勝手に変わる。
- 103.6：420(FOUR20) FM：ジャマイカンミュージック（レゲエ）

サンズ･オブ･サムディのメンバーがよく聞いているラジオ局。
- 105.0：Ezzzy 105：イージーリスニング
- 105.0：THE WORLD：ワールドミュージック

特定ミッションクリアで、Ezzzy 105から変更される。
- 106.66：THE KRUNCH：ハードロック

ブラザーフッドのメンバーがよく聞いているラジオ局。
- 107.77：THE MIX FM：80年代ポップ/ロック

## 日本語版の規制
日本国内で発売されているXbox 360とプレイステーション3の日本語版では規制のためにいくつかの変更が行われた。特に、プレイステーション3版は修正の度合いが大きく、ゲームのイベントやアクションの操作まで削除されている。
プレイステーション3版、Xbox 360版共通の規制
- 血溜まりの描写の削除
- 人体の発火描写の削除
- 性的、暴力、ドラッグなどの描写の削除、およびマイルドな表現への修正
  - ho-ing（売春、日本語版ではマッサージ）時のあえぎ声の削除
  - 言葉の修正　例：売春婦 → エステティシャン、ドラッグ → サプリ、ポン引き → スカウト
  - ストリーキングのアクティビティで、全裸になれない（北米版でもモザイクはある）。下着が脱げないように修正

プレイステーション3版のみの規制
- アクティビティのうち、町を破壊する「メイヘム」と標的を抹殺する「ヒットマン」の削除が削除されており、これらのアクティビティに関連した武器が入手できなくなったほか、「ヒットマン」に関連したマルチプレイ「ウェットワーク」も削除されている。
- ゲーム内の操作「ヒューマンシールド」（人を盾に戦うアクション）の削除。（ヒューマンシールド中のアクションである「盾にしている人を投げ飛ばす」は使用可能）
- 死体がすぐに消える。当たり判定も無い。
- 追加DLCの配信はない。
- 協力・対戦プレイが日本版同士でしかできない隔離サーバー。

## 開発
アソシエイト・プロデューサーとして本作の品質管理を担うジェームス・トービットは、GAME Watchとのインタビューの中で、前作から引き継いだ自由度こそが本作のかなめであると述べており、プレイヤーキャラクターに女性を追加したのもその一環だとしている。
トービットは男女の差はゲーム性に大きな影響を与えるわけではないとしつつも、カットシーンの演出やNPCの反応に影響を与えるとしている。
また、「派手さ」も本作において重要なもう一つの要素であり、主人公が追手の乗り物をマシンガンで壊して脱獄するという序盤の展開については思い切りアクションを楽しんでほしいという思いから導入したとトービットは述べている。

## PC版
2009年1月6日にTHQからWindows版が発売された。日本語版は2009年1月30日にズー株式会社から発売された。

### 備考・不具合等
- PC版の場合、マップがブロックごとに作成されているという仕様になっているが、ブロックが変わる度に次のブロックデータをハードディスクから読み込む際に、若干のラグが生じてしまう問題が発生している。このことについて開発元のTHQおよび発売元のズーは、ゲーム自体を完全に作り直す以外に対処法がないため改善は難しく、完璧に修正されると言う事は期待できないとしている。
- PC側のサウンド設定を変更しないと音声が左寄りになる不具合が発生している。
- 過去に修正パッチが配布されたが、運転時のパフォーマンスに関する改善はされなかった。
- 日本語版がインストールされているHDDに他から何らかのアクセスがあると、途端にパフォーマンスが低下する。
- DLCの配信予定は無い。

### ソースコードの発見
Windows版発売後、2012年に親会社のTHQが経営破綻によって資産が競売にかけられた際、Windows版のソースコードが逸失してしまったが、長年の捜索の末、2019年にソースコードが見つかった。それにより、Windows版の諸問題の改善、マルチプレイ化の追加などを施すパッチの開発が始まったが、2021年8月にパッチ開発の担当者でMOD製作者でもあったマイク・ワトソンが癌で死去し、2023年現在もパッチの配布は行われていない。